# جون هال (طبيب)
جون هال (بالإنجليزية: John Hall؛ 1575 – 25 نوفمبر 1635) كان طبيب وصهر وليم شكسبير.